# Meditazione guidata
La meditazione guidata è una tecnica meditativa attraverso la quale uno o più partecipanti meditano sotto la guida fornita da un professionista o un insegnante, di persona o tramite un testo scritto, una registrazione sonora, un video o un mezzo audiovisivo comprendente musica o istruzioni verbali o una combinazione di entrambi.
Il termine "meditazione guidata" è spesso usato nella pratica clinica, nella ricerca accademica e nell'indagine scientifica per indicare un insieme di tecniche integrate. Comunemente con tale termine si comprende la musica da meditazione e la musicoterapia ricettiva, le immagini mentali, il rilassamento, qualche forma di pratica e consapevolezza meditativa e di scrittura terapeutica.

## Benefici
La meditazione guidata come aggregato o sintesi di tecniche tra cui musica da meditazione e musicoterapia ricettiva, immagini guidate, rilassamento, prassi meditativa e tenuta di un diario o scrittura terapeutica auto-riflessiva ha dimostrato benefici efficaci in trattamenti terapeutici, riabilitativi ed educativi quando impiegato in aggiunta alle strategie cliniche. Si è rilevata particolarmente efficace come mezzo per ridurre i livelli di stress, minimizzare la frequenza, la durata e l'intensità degli episodi asmatici, controllare e gestire il dolore.
- sviluppare capacità di adattamento;
- migliorare la capacità di svolgere compiti impegnativi in situazioni difficili;
- ridurre l'incidenza dell'insonnia;
- abbassare i sentimenti di rabbia;
- aumentare l'ottimismo;
- migliorare l'attitudine fisica e mentale e aumentare la sensazione generale di benessere e la qualità della vita riferita dai pazienti.

## Opinioni
Ci sono dibattiti fra i ricercatori e i medici sugli effetti e sull'effettiva efficacia di questo tipo di intervento, tanto che è difficile attribuire esiti positivi o negativi a una qualsiasi di queste tecniche specifiche di meditazione guidata. Inoltre, il termine "meditazione guidata" viene spesso usato al posto dei termini "immaginazione guidata" e talvolta con "visualizzazione creativa" nella psicologia popolare e nella letteratura di miglioramento guidato e in misura minore nelle pubblicazioni accademiche e scientifiche. Di conseguenza, comprendere la natura, lo scopo, l'applicazione e i limiti della meditazione guidata richiede che sia considerato nel contesto e nella relazione con le molteplici tecniche che sono parte integrante della sua pratica, consentendo variazioni nella terminologia.